# Chirimia
Chirimia är ett släkte av ringmaskar som först beskrevs av S.F. Light 1991.  Chirimia ingår i familjen Maldanidae.
Kladogram enligt Catalogue of Life och Dyntaxa:
| Chirimia | \| \| Chirimia biceps \| \| \| \| \| \| Chirimia fauchaldi \| \| \| \| \| \| Chirimia punctata \| \| \| \| |
|          | \| \| Chirimia biceps \| \| \| \| \| \| Chirimia fauchaldi \| \| \| \| \| \| Chirimia punctata \| \| \| \| |
|          | Chirimia biceps                                                                                            |
|          | |
|          | Chirimia fauchaldi                                                                                         |
|          | |
|          | Chirimia punctata                                                                                          |
|          | |